# ミミ・レダー
ミミ・レダー（Mimi Leder、1952年1月26日 - ）は、アメリカ合衆国の映画監督、映画プロデューサーである。

## 経歴
1952年1月26日、ニューヨーク市に生まれる。アメリカン・フィルム・インスティチュートにて映画撮影術を学んだ。
1997年、『ピースメーカー』で長編映画監督デビュー。1998年、『ディープ・インパクト』を監督する。80,000,000ドルの製作費が投じられた同作は350,000,000ドルの興行収入を記録した。その後の監督作品には『ペイ・フォワード 可能の王国』や『ザ・エッグ 〜ロマノフの秘宝を狙え〜』がある。2018年、フェリシティ・ジョーンズ主演の『ビリーブ 未来への大逆転』を監督した。

## フィルモグラフィー

### 映画
- ピースメーカー The Peacemaker （1997年） - 監督
- ディープ・インパクト Deep Impact （1998年） - 監督
- ペイ・フォワード 可能の王国 Pay It Forward （2000年） - 監督
- バルティック・ストーム Baltic Storm （2003年） - 製作総指揮
- ザ・エッグ 〜ロマノフの秘宝を狙え〜 Thick as Thieves （2009年） - 監督
- ビリーブ 未来への大逆転 On the Basis of Sex （2018年） - 監督

### テレビ映画
- ヴァージニアの告白/過去のない女 Woman with a Past （1992年） - 監督
- 刑事メース/囚人捜査官 Marked for Murder （1993年） - 監督
- ベビー・ブローカー Baby Brokers （1994年） - 監督

### テレビドラマ
- L.A.ロー 七人の弁護士 L.A. Law （1987年） - 監督
- ER緊急救命室 ER （1994年 - 2009年） - 監督
- 失踪 VANISHED Vanished （2006年） - 監督・製作総指揮
- ヒューマン・ターゲット Human Target （2010年） - 監督
- シェイムレス 俺たちに恥はない Shameless （2011年 - 2015年） - 監督
- SMASH Smash （2012年 - 2013年） - 監督
- ALMOST HUMAN Almost Human （2014年） - 監督
- LEFTOVERS/残された世界 The Leftovers （2014年 - 2017年） - 監督・製作総指揮

## 受賞
- 1995年 - 第47回プライムタイム・エミー賞 - ドラマ・シリーズ部門 監督賞（『ER緊急救命室』）[11]
- 1999年 - アメリカン・フィルム・インスティチュート - フランクリン・J・シャフナー卒業生賞[12]
- 2000年 - ウィメン・イン・フィルム - ドロシー・アーズナー監督賞[13]